# À la poursuite d'Octobre rouge (film)
Pour les articles homonymes, voir À la poursuite d'Octobre rouge.
Série Jack Ryan
Jeux de guerre
(1992)
Pour plus de détails, voir Fiche technique et Distribution.
À la poursuite d'Octobre rouge (The Hunt for Red October) est un film américain réalisé par John McTiernan et sorti en 1990. Il est une adaptation du roman d'espionnage homonyme de Tom Clancy, paru six ans plus tôt.

## Synopsis

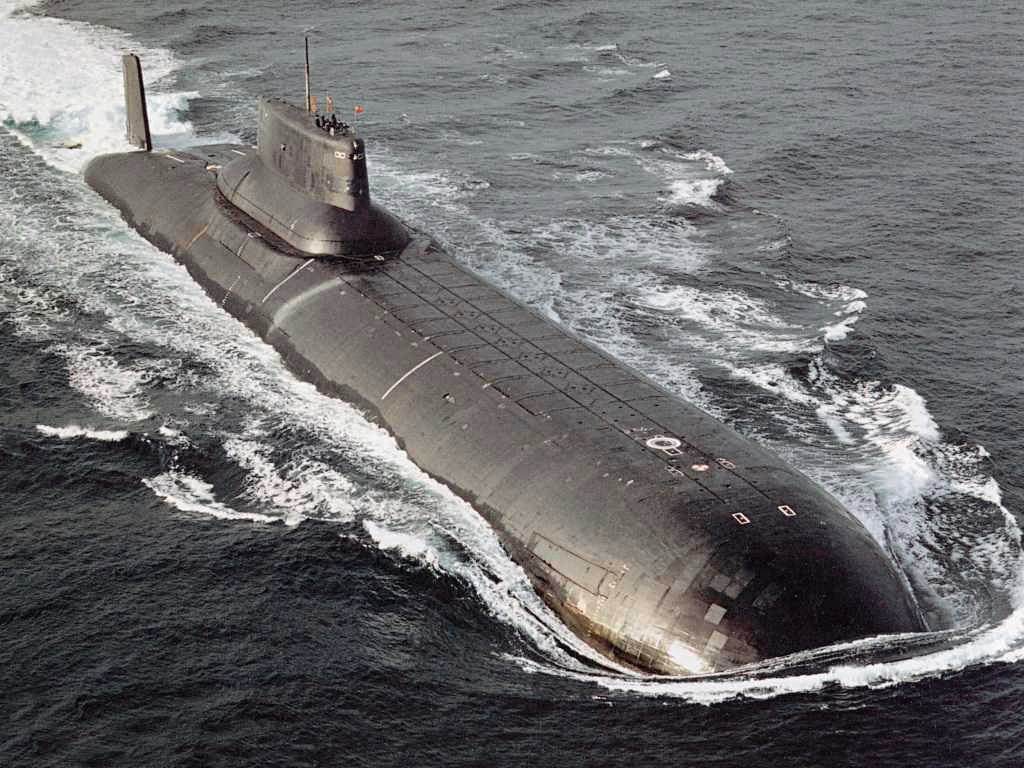
Un sous-marin de classe Typhoon, assez similaire à celui du film.

En 1984, lors de la guerre froide, le sous-marin russe de classe Typhoon Octobre rouge, fleuron de la marine soviétique, est équipé d'un nouveau système de propulsion silencieux, appelé « la chenille », qui le rend indétectable aux sonars.
Les premiers essais du navire sont confiés au commandant Marko Ramius, vétéran de la marine soviétique aux états de service irréprochables. Ce dernier, qui a compris que ce sous-marin est équipé d'armes nucléaires de première frappe, désobéit aux ordres et met le cap sur les États-Unis, afin de passer à l'Ouest. Seul ses plus proches officiers sont dans le coup, l'équipage ignorant ce plan. Mais l'État-major soviétique est informé peu après le départ de ses intentions par une lettre que Ramius a postée avant son départ.
Les Soviétiques font alors tout pour empêcher Ramius de livrer le sous-marin aux américains, y compris en leur annonçant que Ramius, dans une crise de folie, veut les attaquer, afin de les forcer à détruire eux-mêmes le sous-marin, s'ils le détectent.
Du côté américain, Jack Ryan, un analyste de la CIA qui connaît Ramius, en arrive à la conclusion que celui-ci souhaite réellement passer à l'Ouest. Les militaires américains ne sont pas convaincus, mais un responsable du gouvernement, le conseiller à la sécurité nationale Jeffrey Pelt donne trois jours à Ryan pour prouver sa théorie. Il est envoyé sur un porte-avions au milieu de l'Atlantique. Pendant ce temps, après sept heures de retard lié à son immersion, Tupolev le commandant du sous-marin d'attaque de classe Alfa Konovalov reçoit également l'ordre d'intercepter et de détruire l'Octobre rouge.
Dans l'océan Atlantique, le sous-marin américain USS Dallas tente de suivre la piste de l'Octobre rouge. En raison des actions d'un saboteur inconnu, la chenille de l'Octobre rouge fonctionne mal lors de manœuvres risquées dans un étroit canyon sous-marin, obligeant le retour à la propulsion classique. C'est alors que Jones, un expert en détection sonar du bâtiment américain repére le sous-marin soviétique. Lorsque Jack Ryan l'apprend, il se fait héliporter jusqu'à l'USS Dallas. Mais, à peine arrivé à bord, Mancuso le commandant du navire reçoit l'ordre de détruire l'Octobre rouge. Ryan le persuade cependant de tenter de communiquer par signaux visuels en surface avec le sous-marin soviétique avant d’exécuter son ordre.
Ramius, stupéfait que les américains aient correctement deviné son plan, accepte l'aide de Ryan. Il organise alors une fausse alarme de réacteur nucléaire, ordonnant à son équipage d'abandonner le navire. Après qu'une frégate américaine a été repérée se dirigeant droit vers eux, Ramius s'immerge en effectif réduit, avec ses complices, laissant son équipage dans des radeaux de sauvetage. Il annonce à ses hommes qu'ils vont se sacrifier pour sauver les secrets du navire. Le navire américain lance une torpille pour détruire le sous-marin, mais celle-ci est auto-détruite par l'Amiral Greer depuis le PC de commandement, tout en donnant l'illusion que l'Octobre rouge est vraiment attaqué. Pendant ce temps, sous l'eau, Ryan, Mancuso et Jones montent enfin à bord de l'Octobre rouge via un mini-sous-marin de sauvetage, après quoi Ramius demande l'asile pour lui-même et ses officiers.
L'Octobre rouge est soudainement attaqué par le Konovalov. Alors que les deux sous-marins soviétiques manœuvrent, l'un des cuisiniers de l'Octobre rouge, Loginov, un agent infiltré du GRU resté à bord, ouvre le feu. Loginov blesse mortellement le premier officier Vasily Borodine avant de se retirer dans la soute des missiles nucléaires. Ryan et Ramius le poursuivent, Loginov blesse Ramius à l'épaule, mais Ryan tue Loginov avant qu'il ne puisse allumer un missile. Pendant ce temps, l'Octobre rouge effectue des manœuvres d'évitement avec une diversion fournie par le Dallas, provoquant la destruction du bâtiment de Tupolev par sa propre torpille. L'équipage de l'Octobre rouge, désormais secouru, assiste à l'explosion du Konovalov ; ignorant la présence de celui-ci, ils pensent que Ramius s'est sacrifié avec l'Octobre rouge pour éviter d'être abordé.
Ryan et Ramius, leur subterfuge terminé, dirigent l'Octobre rouge jusqu'au fleuve Penobscot dans le Maine, l'un des derniers endroit où les satellites russes le chercheraient. Ramius admet qu'il a fait défection parce qu'après avoir reçu les plans de l'Octobre rouge, il s'est rapidement rendu compte que le véritable objectif du navire était de lancer une première frappe nucléaire non provoquée contre les États-Unis, et a conclu qu'il ne pourrait jamais soutenir une telle action. Du haut du pont du sous-marin, Ramius, heureux d'être arrivé en toute sécurité en Amérique, offre à Ryan une citation de Christophe Colomb : « Et la mer apportera à chaque homme des raisons d'espérer, comme le sommeil apporte son cortège de rêves ». Ryan hoche la tête en signe d'accord et offre en retour, « Bienvenue dans le Nouveau Monde, monsieur ». Une fois sa mission accomplie, Ryan retourne à Londres avec un ours en peluche qu'il compte offrir à sa fille, et réussit à s'endormir dans l'avion.

## Fiche technique
- Titre original : The Hunt for Red October
- Titre français et québécois : À la poursuite d'Octobre rouge
- Réalisation : John McTiernan
- Scénario : Larry Ferguson et Donald E. Stewart, avec les participations non créditées de John Milius, Robert Garland et David Shaber[1], d'après le roman d'espionnage Octobre rouge de Tom Clancy
- Musique : Basil Poledouris
- Direction artistique : William Cruse, Dianne Wager et Donald B. Woodruff
- Décors : Terence Marsh et Mickey S. Michaels
- Costumes : James W. Tyson
- Photographie : Jan de Bont
- Son : John Benson, Larry Carow, Bruce Fortune
- Montage : Dennis Virkler et John Wright
- Production : Mace Neufeld

Producteurs délégués : Larry de Waay et Jerry Sherlock
- Sociétés de production[2] : Mace Neufeld Productions, Nina Saxon Film Design avec la participation de Paramount Pictures
- Sociétés de distribution[2] :  Paramount Pictures /  United International Pictures
- Pays d'origine : États-Unis
- Langues originales : anglais et russe
- Budget : 30 millions de dollars[3].
- Format : couleur (Technicolor) - 35 mm - 2,35:1 (CinemaScope) - son Dolby stéréo
- Genre : action, aventure, thriller
- Durée : 135 minutes
- Dates de sortie[4] :
  - États-Unis : 2 mars 1990
  - France : 29 août 1990
  - Canada : 9 février 2011 (Digital Film Festival)
- Classification[5] :
  -  États-Unis : PG - Parental Guidance Suggested (Certaines scènes peuvent heurter les enfants - Accord parental souhaitable)
  -  France : Tous publics (visa d'exploitation no 73256 délivré le 10 mai 1990)[6]

 Sauf indication contraire, les informations mentionnées dans cette section peuvent être confirmées par la base de données cinématographiques IMDb,  présente dans la section « Liens externes ».

## Distribution
- Sean Connery (VF : Jean-Claude Michel[7]) : capitaine Marko Ramius, commandant de l’Octobre Rouge
- Alec Baldwin (VF : Hervé Jolly) : Jack Ryan, analyste de la CIA
- Scott Glenn (VF : Jean Barney) : capitaine Bart Mancuso, commandant de l'USS Dallas
- Sam Neill (VF : Michel Derain) : commandant Vassili Borodine, officier en second de l’Octobre Rouge
- James Earl Jones (VF : Benoît Allemane) : l'amiral James Greer, directeur de la CIA
- Joss Ackland (VF : Michel Beaune) : Andreï Lysenko, ambassadeur soviétique aux États-Unis
- Richard Jordan (VF : Claude Giraud) : Jeffrey Pelt, conseiller à la sécurité nationale des États-Unis
- Tim Curry (VF : José Luccioni) : Dr Yevgueni Petrov, médecin de bord de l’Octobre Rouge
- Ronald Guttman (VF : Marc Alfos) : lieutenant Melekhin, ingénieur en chef de l’Octobre Rouge
- Peter Firth (VF : Jean-Luc Kayser) : commandant Ivan Poutine, commissaire politique de l’Octobre Rouge
- Courtney B. Vance (VF : Luc Bernard) : second maître Ronald Jones, opérateur sonar de l’USS Dallas
- Ned Vaughn (en) (VF : Franck Capillery) : matelot Beaumont, opérateur sonar en second de l’USS Dallas
- Stellan Skarsgård (VF : Jacques Bouanich) : commandant Viktor Tupolev, commandant du sous-marin soviétique de classe Alfa Konovalov
- Jeffrey Jones (VF : Daniel Beretta) : Skip Tyler, ingénieur naval
- Timothy Carhart (VF : Mark Lesser) : lieutenant Bill Steiner, timonier du DSRV
- Anthony Peck (VF : Bernard Tixier) : lieutenant-commandant Thompson, commandant en second de l’USS Dallas
- Larry Ferguson (VF : Yves Barsacq) : Watson
- Fred Thompson (VF : William Sabatier) : contre-amiral Joshua Painter, commandant de l'escadre de l’USS Enterprise
- Tomas Arana : matelot Loginov, cuisinier de l’Octobre Rouge et agent du GRU
- Daniel Davis (VF : Joël Martineau) : capitaine Charlie Davenport, commandant du porte-avions USS Enterprise
- Artur Cybulski (VF : Jacques Bonnaffé) : Yuri
- Michael Welden (VF : Lionel Henry) : capitaine-lieutenant Grigoriy Kamarov, navigateur de l’Octobre Rouge
- Louise Borras : Sally Ryan
- Gates McFadden : Caroline Ryan
- Peter Zinner : amiral Yuri Ilyich Padorin, commissaire politique en chef de la Marine soviétique

## Production

### Genèse et développement
Le producteur Mace Neufeld met une option sur les droits du roman Octobre rouge de Tom Clancy en février 1985. Même si le livre devient rapidement un best-seller, Mace Neufeld peine à trouver un studio pour développer le film. L'intrigue est en effet jugée trop complexe. Après un an et demi, il trouve finalement du soutien chez Paramount Pictures.
Larry Ferguson et Donald E. Stewart sont ensuite chargés d'écrire le scénario, alors que Mace Neufeld approche l'US Navy. La marine américaine est d'abord réticente, craignant que des informations secrètes soient révélées. Cependant, plusieurs amiraux sont fans de l'oeuvre de Tom Clancy. De plus, la marine espère des retombées positives à l'instar de Top Gun (1986) et son impact sur le recrutement. Robert Garland, John Milius et David Shaber participent comme script doctors mais ne sont pas crédités.
L'équipe du film est alors autorisée à accéder à plusieurs sous-marins de classe Los Angeles, notamment l'USS Chicago et l'USS Portsmouth.
John McTiernan est choisi comme réalisateur. Il abandonne ainsi la possibilité de mettre en scène 58 minutes pour vivre, suite de son Piège de cristal (1988).

### Attribution des rôles
Les acteurs Kevin Costner et Klaus Maria Brandauer sont initialement approchés pour tenir les rôles de Jack Ryan et de Marko Ramius. Kevin Costner préfère se concentrer sur Danse avec les loups. Klaus Maria Brandauer décline finalement la proposition parce qu'il vient de se casser une jambe. C'est lui qui propose alors Sean Connery, qu'il a connu pendant le tournage du James Bond Jamais plus jamais.
Le rôle de Jack Ryan est proposé à Harrison Ford, qui le trouve trop peu présent par rapport à Marko Ramius. Il incarnera finalement le personnage dans deux autres adaptations de romans de Tom Clancy, Jeux de guerre (1992) et Danger immédiat (1994).
Lorsqu'il reçoit le scénario par télécopieur, Sean Connery trouve que l'intrigue est irréaliste dans le contexte de la fin de la guerre froide. En fait, on ne lui a pas faxé la page de garde du script, qui indique explicitement que l'histoire se déroule en 1984.
Pour la préparation de son rôle de Mancuso, Scott Glenn rencontre Thomas B. Fargo, le commandant de l'USS Salt Lake City, l'accompagnant lors d'une sortie en mer. Il déclarera lors d'une interview que son interprétation a été très largement inspirée par le comportement qu'il a pu observer lors de ces quelques jours passés à bord.

### Tournage

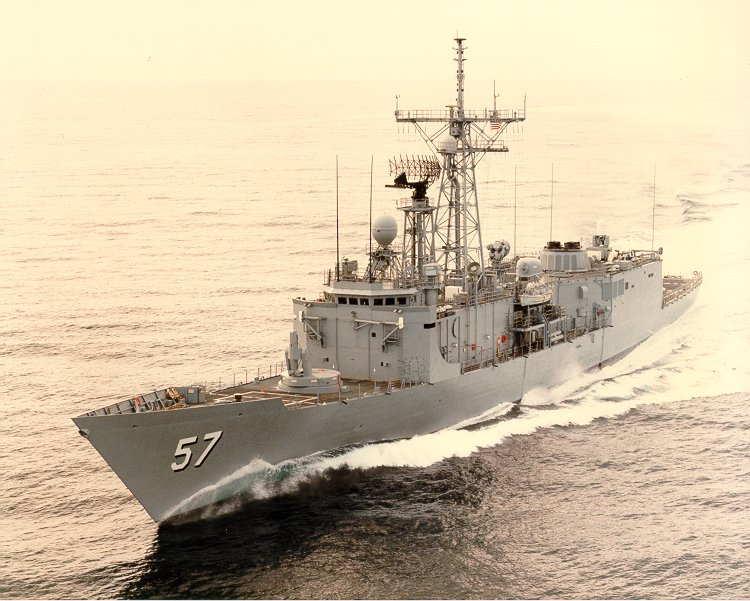
Le navire USS Reuben James a servi pour le film.

Le tournage a lieu au printemps 1989. Il se déroule dans l'État de Washington (Port Angeles, Keyport), en Alaska (port de Valdez), dans le Connecticut (base navale de New London à Groton), à San Diego, à Los Angeles (San Pedro, Park Plaza Hotel) ainsi qu'à Liverpool en Angleterre. La production est autorisée à tourner à bord de plusieurs navires et de sous-marins, comme l'USS Louisville.
Lors du tournage, les acteurs interprétant l'équipage de l'USS Dallas font d'abord une croisière à bord d'un véritable sous-marin afin de se familiariser avec le mode de vie à bord. Aussi, c'est l'USS Houston qui joue le rôle de l'USS Dallas dans le film.
Le modèle du sous-marin Octobre Rouge n'est jamais mis à l'eau. Il est suspendu par douze câbles au-dessus d'une grille, ce qui donne la possibilité de l'incliner ou le tourner lorsque c'est nécessaire. L'effet sous l'eau est obtenu grâce à un peu de fumée et quelques retouches numériques. Le modèle du sous-marin Typhoon (vues en surface au début du film et vues en plongée) présente des erreurs grossières par rapport à la réalité: le sous-marin tel qu'on le voit en surface est nettement plus petit que les vrais "Typhoons", il est trop bas sur l'eau, les formes du kiosque sont loin de la réalité, et les appareils de manœuvre (gouvernails et hélices) n'ont pas grand-chose de commun avec la réalité non plus. On peut s'en étonner, s'agissant du sujet central du film. D'autant que sur l'ordinateur de l'agent de la CIA Jack Ryan la silhouette animée du navire est, elle, très fidèle à la réalité. Quant aux vues intérieures du Typhoon, c'est totalement fantaisiste. Les scènes qui se déroulent dans la tranche missiles montrent un environnement qui n'existe pas: à bord des "Typhoons", les silos à missiles se trouvent entre les deux coques pressurisées disposées en catamaran sous la coque externe. Les silos sont donc hors de vue. Le poste central du Typhoon n'est pas réaliste du tout et ressemble davantage à un décor de boîte de nuit (voir paragraphe suivant).
Pour distinguer les différents intérieurs des sous-marins, les scènes du film situées dans le sous-marin américain sont baignées d'une lumière rouge, bleues dans celles de l’Octobre rouge soviétique et vertes dans le VK Konovalov, le sous-marin du commandant Tupolev. Par ailleurs, le décor du poste central de l'Octobre Rouge n'est pas réaliste : il est dans une pénombre presque totale, faisant ressortir les cadrans et voyants lumineux des appareils dans des couleurs bariolées. Un vrai poste central de Typhoon est très éclairé, et assez vaste. Les équipements qui tapissent les cloisons sont de couleur écrue, comme dans tous les sous-marins soviétiques et russes.

## Différence entre le roman et le film

### La défection de Marko Ramius
Bien qu'en apparence d'une loyauté absolue envers le Parti Communiste et le système soviétique, allant même recommander à chacun de ses élèves d'adhérer au parti, Marko Ramius, homme de la mer avant tout, entretient au contraire un puissant esprit critique à l'égard de l'Union Soviétique dont pour l'auteur américain Tom Clancy, il a mesuré les faiblesses et plus profondément les profonds blocages sociétaux et institutionnels internes.
L'événement déclencheur va être la mort de son épouse, victime d'un chirurgien ivre, qui opère sa femme en urgence, sans avoir de médicaments adéquats. Dès lors, il va haïr l'État soviétique qu'il tient pour responsable et décide de se venger des souffrances infligées à son pays et à sa femme en faisant défection avec le dernier né des sous-marins soviétiques dont il est chargé du programme, pour le livrer aux États-Unis avec une partie de ses officiers tous volontaires, conscients des risques et partageant les mêmes conceptions critiques vis à vis de l'URSS.

## Accueil

### Critique
À sa sortie en salle, À la poursuite d'Octobre rouge reçoit des critiques négatives de la plupart des revues majeures, mais devient en dépit d'elles un des succès de l'année au box-office.
Bien que le film ait été tourné quelques années avant l'effondrement du régime soviétique (et indépendamment du fait que l'action se déroule au milieu des années 80), le traitement de l'univers soviétique ressemble à s'y méprendre à ce qu'il était en pleine Guerre Froide, reprenant des clichés caricaturaux et désuets[Interprétation personnelle ?].
Dans sa critique, Hal Hinson du Washington Post écrit : « Rien ne se passe, du moins pas à l'écran… Il n'y a pas grand-chose à regarder. Lorsque arrivent enfin les scènes d'actions, les images sous-marines sont obscures et impossibles à suivre. » Pour Vincent Canby du New York Times : « M. McTiernan n'est pas un réalisateur subtil. Le public est averti par un mot et une musique lorsqu'il doit craindre le pire, même si l'action à l'écran lui dit le contraire ». Pour David Ansen de Newsweek, « c'est au niveau des tripes qu'Octobre Rouge déçoit. […] Comme une bouilloire trop pleine, elle met trop longtemps avant d'arriver à ébullition. »
Cependant, pour Roger Ebert du Chicago Sun-Times, À la poursuite d'Octobre rouge est un « film efficace, qui nous plonge dans un jeu habile et trompeur. »
En 2003, Nick Schager de Slant Magazine note que le film « a admirablement résisté à l'épreuve du temps. »
Sur le site agrégateur de critiques Rotten Tomatoes, le film obtient un score de 89 % d'avis favorables, sur la base de 70 critiques collectées et une note moyenne de 7,75/10 ; le commentaire du site indique : « Parfaitement interprété et rempli de suspense, [À la poursuite d'Octobre rouge] est un thriller sous-marin à l’ancienne avec beaucoup de puissance de feu à revendre ». Sur Metacritic, le film obtient une note moyenne pondérée de 58 sur 100, sur la base de 22 critiques collectées, le commentaire du site indiquant : « Avis mitigés ou moyens. »

### Box-office
À la poursuite d'Octobre rouge sort dans 1 225 salles le 2 mars 1990 et engrange 17 millions de dollars durant le premier week-end, soit plus de la moitié de son budget. Succès notable au box-office américain (6e film le plus rentable en 1990), le film engrange 28.5 millions d'entrées sur le sol américain.
Le film rapporte 200 512 643 $ dans le monde, dont 122 012 643 $ en Amérique du Nord, pour un budget de 30 millions de dollars.
| Pays ou région                     | Box-office                        | Date d'arrêt du box-office | Nombre de semaines |
| ---------------------------------- | --------------------------------- | -------------------------- | ------------------ |
| États-Unis / Canada (1er week-end) | 17 161 835 $                      | du 2 au 4 mars 1990        | -                  |
| États-Unis Canada                  | 122 012 643 $                     | 24 juin 1990               | 17                 |
| France Paris                       | 1 141 695 entrées 374 562 entrées | -                          | -                  |
| Total hors États-Unis              | 78 500 000 $                      | 24 juin 1990               | 17                 |
| Total mondial                      | 200 512 643 $                     | 24 juin 1990               | 17                 |

## Distinctions
Sauf indication contraire, les informations mentionnées dans cette section peuvent être confirmées par la base de données cinématographiques IMDb,  présente dans la section « Liens externes ».
Entre 1991 et 2019, À la poursuite d'Octobre rouge a été sélectionné 11 fois dans diverses catégories et a remporté 3 récompenses.

### Récompenses
- Oscars du cinéma 1991 : Oscar du meilleur montage sonore pour Cecelia Hall et George Watters II.
- BMI Film and TV Awards 1991 : prix de la meilleure musique pour Basil Poledouris.
- Motion Picture Sound Editors 1991 : Golden Reel Award du meilleur montage sonore - ADR

### Nominations
- Oscars du cinéma 1991 : 
  - nomination à l'Oscar du meilleur son pour Richard Bryce Goodman, Richard Overton, Kevin F. Cleary et Don J. Bassman.
  - nomination à l'Oscar du meilleur montage pour Dennis Virkler et John Wright.
- BAFTA Awards / Orange British Academy Film Awards 1991 :
  - nomination au BAFTA du meilleur acteur pour Sean Connery.
  - nomination au BAFTA des meilleurs décors pour Terence Marsh.
  - nomination au BAFTA du meilleur son pour Cecilia Häll, George Watters II, Richard Bryce Goodman et Don J. Bassman.
- Academy of Science Fiction, Fantasy and Horror Films - Saturn Awards 2004 : nomination au prix de la meilleure collection de DVD.
- 20/20 Awards 2011 : nomination au prix du meilleur design sonore.
- Academy of Science Fiction, Fantasy and Horror Films - Saturn Awards 2019 : nomination au prix de la meilleure version de la collection DVD / Blu-Ray.

## Autour du film
- En 1990, le studio Paramount Pictures proposa à la Navy d'introduire une publicité pour le recrutement au début de la version VHS du film et de celle du Vol de l'Intruder. Une note interne d'une agence de publicité au Pentagone indiqua de refuser l'offre, en notant que « les deux films constituent déjà un outil de recrutement formidable pour les militaires, en particulier pour la Navy, et ajouter une annonce de recrutement au début de ce qui est déjà une annonce de recrutement de deux heures serait redondant. »[a],[21].
- Dans le film, une astuce de réalisation est utilisée pour conserver partiellement la logique de la barrière linguistique entre anglophones et russophones au sein de l'histoire (et immerger dans cette confusion en ne sous-titrant volontairement pas certains dialogues), sans devoir toutefois conserver ce procédé pour l'entièreté du film[1]. Les membres de l'équipage russe sont ainsi censés parler en russe. Pour faire la transition, le film use d'un artifice original : un officier politique soviétique se saisit d'un livre appartenant à Ramius et lit une citation, en commençant en russe, pour finir en anglais après une courte pause de ponctuation ; la citation est un extrait biblique de l'Apocalypse — le mot Armageddon se prononçant de la même manière en anglais ou en russe.
- L'acteur James Earl Jones reprendra plus tard son rôle de l'amiral Greer dans deux autres adaptations des romans de Tom Clancy : Jeux de guerre (1992) et Danger immédiat (1994). Le personnage de Jack Ryan y sera cette fois incarné par Harrison Ford.